# Roman Kaiser

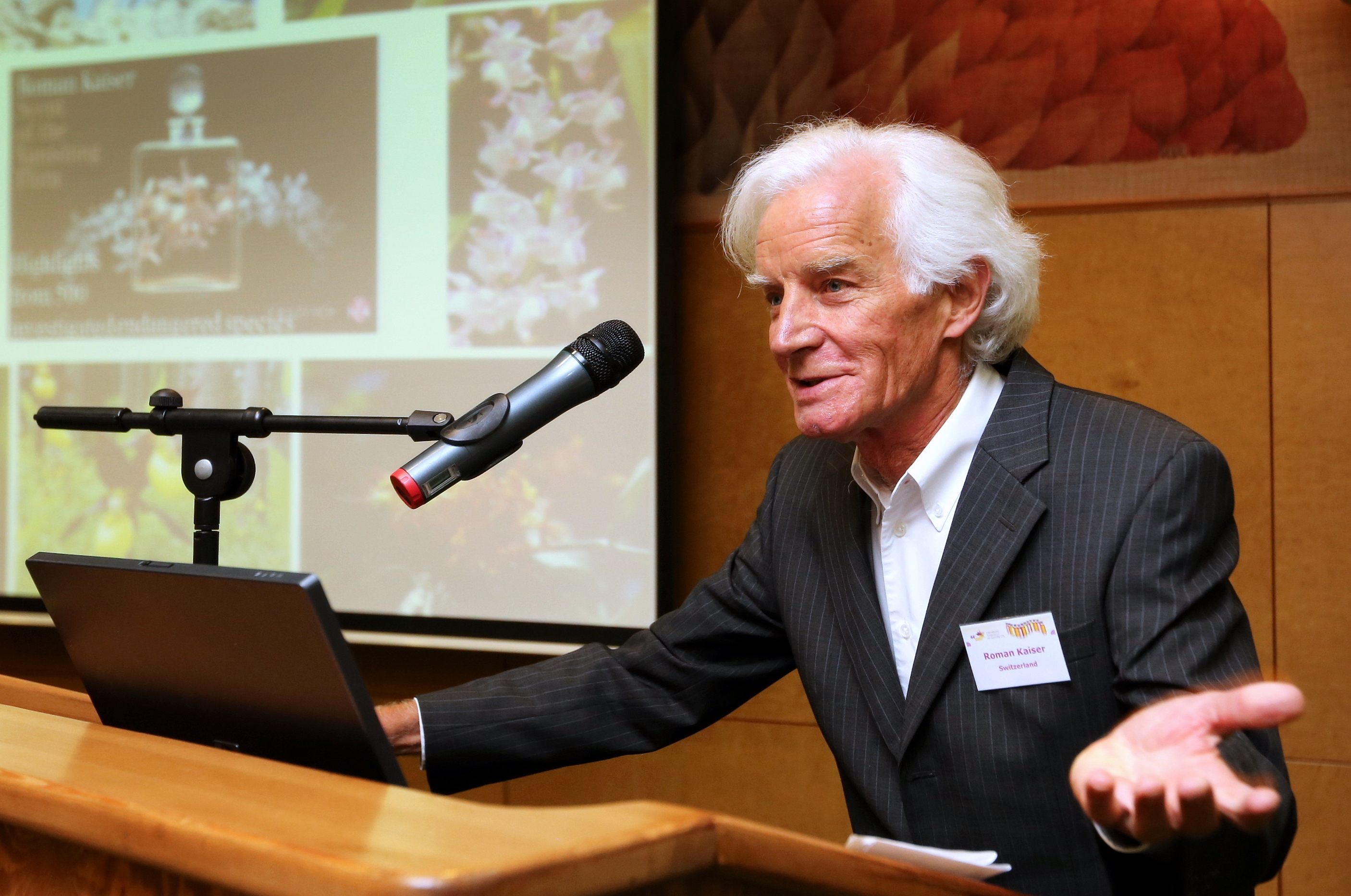
Roman Kaiser (2013) in Budapest

Roman Kaiser (* 15. Juli 1945 in Kirchberg SG) ist ein Schweizer Riechstoffchemiker. Seit 1968 ist er bei Givaudan angestellt, dem weltweit grössten Hersteller von Duftstoffen und Aromen, wo er Naturdüfte mit Hilfe der sogenannten Headspace-Technik analysiert und für den Einsatz in Parfüms rekonstruiert.

## Leben
Nach dem Studium der Chemie am Technikum Winterthur trat er 1968 ins Forschungszentrum der Givaudan in Dübendorf ein und ist seitdem als Riechstoffchemiker in diesem Unternehmen tätig. Schwerpunkte seiner Arbeiten sind das Studium und die parfümistische Rekonstitution von Naturdüften sowie die Suche nach und die Synthese von neuen aus der Natur isolierten Riechstoffen. Seit 1975 wendet er dazu die Headspace-Technik an, die die Pflanze und ihre Blüten intakt lässt, indem der darüberliegende Probenraum gaschromatographisch untersucht wird. Er gilt als einer der Pioniere dieser Methodik und viele der von ihm rekonstituierten Naturakkorde haben in international bekannten Duftschöpfungen Verwendung gefunden. In Anerkennung seiner umfangreichen wissenschaftlichen Arbeiten wurde ihm im November 1995 die Ehrendoktorwürde der ETH Zürich verliehen. In letzter Zeit galt sein Interesse vermehrt der im Blätterdach und Unterholz tropischer Regenwälder vorkommenden Pflanzenwelt und besonders der Rekonstitution von Düften vom Aussterben bedrohter Pflanzenarten.

## Publikationen
Die Resultate seiner Untersuchungen sind in vielen Originalbeiträgen in Fachzeitschriften und in bislang drei Büchern dokumentiert:
- Vom Duft der Orchideen. Olfaktorische und chemische Untersuchungen. Editiones Roche, Basel 1993, ISBN 3-907946-87-1, 265 Seiten.
- Meaningful Scents around the World. Olfactory, Chemical, Biological and Cultural Considerations. Verlag Helvetica Chimica Acta, Zürich, und Wiley-VCH, Weinheim, 2006, ISBN 3-906390-37-3, 304 Seiten.
- Scent of the Vanishing Flora. Verlag Helvetica Chimica Acta, Zürich, und Wiley-VCH, Weinheim, 2006, ISBN 3-906390-64-0, 483 Seiten.